# Mexico (Francis Lopez)
Mexico is een lied dat gecomponeerd werd door Francis Lopez. Het werd van een Franstalige tekst voorzien door Luis Mariano. Hij voerde het in 1951 op in de operette Le chanteur de Mexico en bracht het in 1953 voor het eerst uit op een plaat. In 1956 was Mariano de hoofdrolspeler in de gelijknamige film met een script van Raymond Vincy.
In 1965 bracht de Nederlandse band The Loosers een Engelstalige versie uit van het nummer die werd geschreven door de leadzanger Jack de Nijs, later vooral bekend als Jack Jersey. Het nummer verscheen op B-kant van de single Since you're gone.
In 1969, en in 1986 nogmaals, bracht de Zangeres Zonder Naam een hit met een Nederlandstalige versie uit waarvan de tekst was geschreven door Johnny Hoes.
Het nummer verscheen ook nog in andere talen. In het Italiaans verscheen in 1958 een klassieke popversie van Claudio Villa met een orkest onder leiding van Ovidio Sarra. In het Duits werd in 1968 een single uitgebracht door Christian Anders. Zijn tekst werd geschreven door Ralph Maria Siegel. Daarnaast bracht de Duitse band Dschinghis Khan in 2004 nog een Spaanstalige versie van het nummer uit.

## The Loosers
Mexico verscheen in 1965 met een Engelse tekst van Jack de Nijs op de B-kant van de single Since you're gone van zijn band The Loosers. Anders dan het beatnummer op de A-kant, is Mexico een opzwepend nummer uit de latin pop met lange uithalen.
In verschillende interviews vertelde de zanger dat de single op nummer 1 van de hitlijsten van Peru zou zijn terechtgekomen, het land van herkomst van Francis Lopez, de componist van het nummer.
In 2008 pakte Adam Weitz deze Engelstalige versie op om te gebruiken voor de Amerikaanse animatiefilm Campeones de la lucha libre.

## Zangeres Zonder Naam
De Zangeres Zonder Naam heeft dit nummer in haar carrière driemaal opgenomen. Reeds in de jaren toen Mary Servaes nog geen nationale bekendheid genoot zong ze dit lied al (weliswaar de Franse versie). Haar producer Johnny Hoes schreef een Nederlandstalige tekst op de melodie, maar de directie van haar platenmaatschappij Philips vond dat ze maar gewoon levensliedjes moest blijven zingen. Daarom vermeldde men op de single als uitvoerend artiest niet "de Zangeres Zonder Naam" maar "Veronica". Doordat Philips nauwelijks reclame maakte voor deze nieuwe plaat, uit angst dat het publiek zou ontdekken wie de échte zangeres was, bleef het succes uit.
Nadat Mary Servaes was overgestapt naar de platenmaatschappij van Johnny Hoes, werd het nummer in 1969 opnieuw uitgebracht. Dit leverde de Zangeres Zonder Naam een gouden plaat op: ze bereikte de veertiende plaats in de Nederlandse Top 40 en de 20e plaats in de Hilversum 3 Top 30.
Op 23 mei 1986 nam ze in Paradiso het nummer een derde maal op als liveversie. Dit keer werd het een nog grotere hit, vanwege het wereldkampioenschap voetbal dat in dat jaar in Mexico werd gehouden. Haar populariteit, die begin jaren tachtig was afgenomen, nam hierdoor weer enorm toe. Het leverde haar een nieuwe generatie fans op. Daarnaast stond het nummer jarenlang in de Top 2000 van NPO Radio 2.
André van Duin maakte in 1986 als de Zangeres Zonder Raam nog een parodie van dit nummer, getiteld Eskimo.

### Hitnoteringen
| Jaar | NL Nederlandse Top 40 | NL Nederlandse Top 40 | NL Nationale Hitparade | NL Nationale Hitparade | BE Ultratop 50 | BE Ultratop 50 | Opmerkingen |
| Jaar | piek                  | weken                 | piek                   | weken                  | piek           | weken          | Opmerkingen |
| ---- | --------------------- | --------------------- | ---------------------- | ---------------------- | -------------- | -------------- | ----------- |
| 1969 | 14                    | 7                     | 20                     | 4                      | 13             | 4              |             |
| 1986 | 4                     | 10                    | 3                      | 12                     | 19             | 4              | live-versie |

### NPO Radio 2 Top 2000
| Nummer met noteringen in de NPO Radio 2 Top 2000 | '99 | '00 | '01  | '02  | '03  | '04  | '05  | '06  | '07  | '08  | '09  | '10  | '11  |
| ------------------------------------------------ | --- | --- | ---- | ---- | ---- | ---- | ---- | ---- | ---- | ---- | ---- | ---- | ---- |
| Mexico                                           | 778 | -   | 1291 | 1129 | 1741 | 1388 | 1596 | 1799 | 1590 | 1605 | 1640 | 1754 | 1465 |

1. ↑  Een '-' betekent dat het nummer niet was genoteerd en een vetgedrukt getal geeft de hoogste notering aan.
2. ↑  Deze tabel is bijgewerkt tot en met de laatste editie (2024).